# Koraput (huyện)
Huyện Koraput là một huyện thuộc bang Odisha, Ấn Độ. Thủ phủ huyện Koraput đóng ở Koraput. Huyện Koraput có diện tích 8534 ki lô mét vuông. Đến thời điểm năm 2001, huyện Koraput có dân số 1177954 người.